# Caso Personnel Administrator of Massachusetts v. Feeney
Personnel Administrator of Massachusetts v. Feeney (1979), foi um caso julgado pela Suprema Corte dos Estados Unidos. A decisão sustentou a constitucionalidade de uma lei estadual, dando preferência na contratação de veteranos em detrimento de não veteranos. A lei foi contestada por violar a Cláusula de proteção igualitária da Décima Quarta Emenda por uma mulher, que argumentou que a lei discriminava com base no sexo porque poucas mulheres eram veteranas.